# 1674 en France
Chronologie de la France
- 1670
- 1671
- 1672
- 1673
- 1674
- 1675
- 1676
- 1677
- 1678

Cette page concerne l’année 1674 du calendrier grégorien.

## Événements
- 6 janvier : arrêt du conseil révoquant la commission chargé de recherche de la noblesse, dans le contexte de la guerre de Hollande[1].
- 8 janvier : Étienne d’Aligre devient chancelier de France (fin en 1677)[2].

- 9 février : déclaration royale sur la marque de la vaisselle d’étain[3].
- 12 février : les troupes françaises du duc de Navailles passent la Saône à Pontailler et envahissent la Franche-Comté. Après avoir passé l’Ognon, il prend Pesmes le 14 février, puis assiège Gray du 23 au 28 février[4].
- Février : ordonnance royale sur les justices féodales parisiennes. Le roi supprime les seize justices particulières et ordonne leur réunion au présidial de la prévôté au Châtelet[5].

- 4 mars : capitulation de Vesoul, assiégée par le duc de Navailles[4].

- 3 avril : fiscalité de guerre. Généralisation de l’usage du papier timbré à partir du 1er octobre[6].
- 15 avril : édit sur la constitution et l’organisation intérieure de l’Hôtel des Invalides[7], qui reçoit ses premiers pensionnaires en octobre[8].

- 22 mai : capitulation de Besançon[4].
- 28 mai-7 juin : les Français assiègent et prennent Dole ; Arbois capitule (10 juin), puis Salins (21 juin) et le fort de Joux le 2 juillet[4].

- 14 juin : Turenne franchit le Rhin, remporte la bataille de Sinsheim le 16 juin et revient en Alsace avant de franchir de nouveau le Rhin le 3 juillet. Il bat encore les Allemands à Ladenburg (5 juillet) puis se replie sur l’Alsace après avoir de ravagé le Palatinat pour priver les troupes impériale de ravitaillement[9].

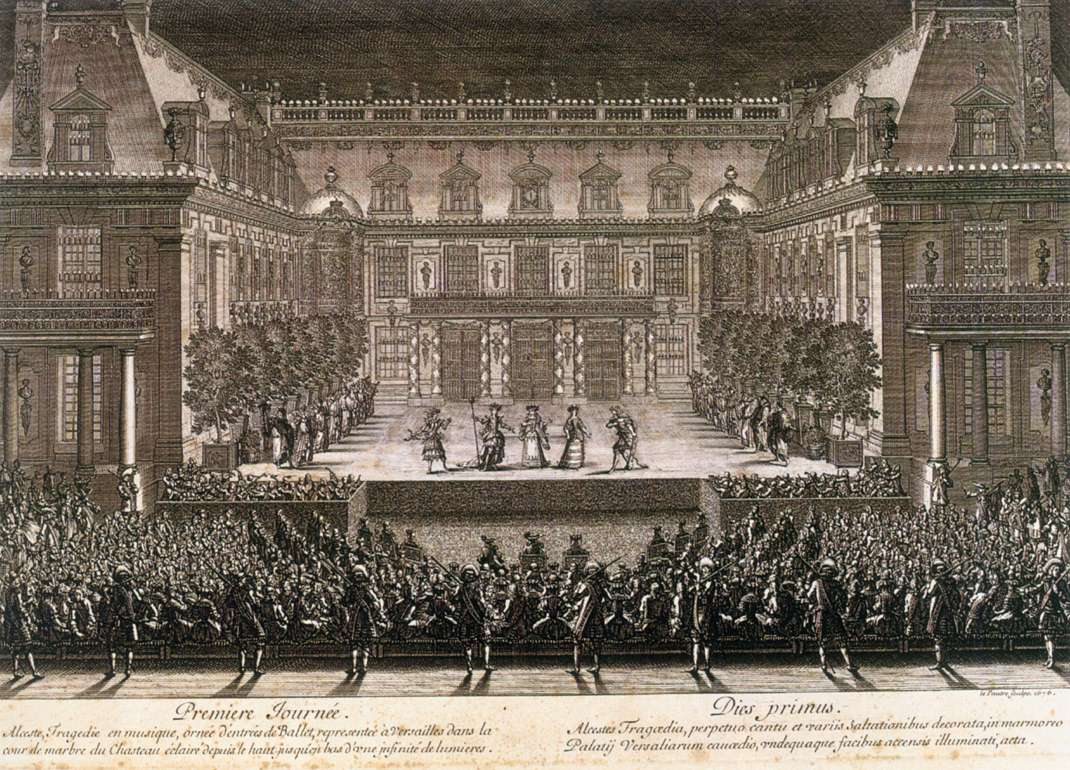
4 juillet : Alceste.

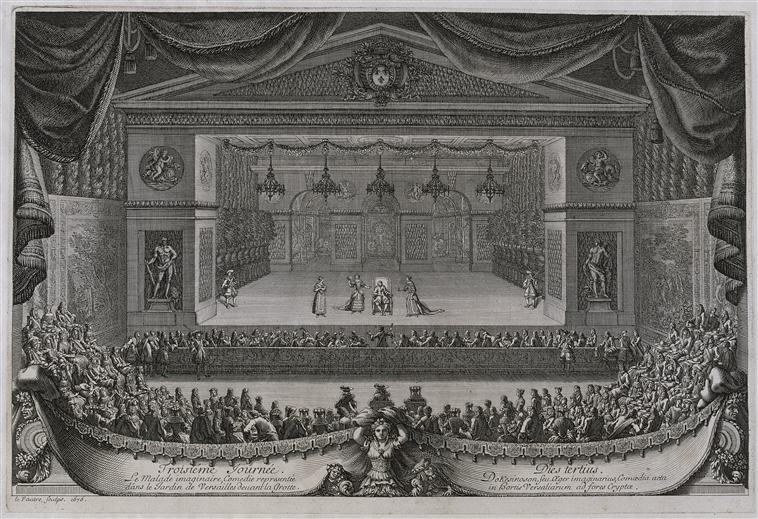
19 juillet : Le Malade imaginaire.

- 4 juillet - 31 août : fêtes données à Versailles par Louis XIV pour célébrer la reconquête de la Franche-Comté, en six journées : Alceste, tragédie lyrique de Lully dans la cour de Marbre (4 juillet), l’Eglogue de Versailles, concert dans les jardins du Trianon de porcelaine (11 juillet), Le Malade imaginaire dans la grotte de Téthys (19 juillet), les Fêtes de l’Amour et de Bacchus, opéra de Lully (28 juillet), Iphigénie, tragédie de Racine (18 août), grande fête de nuit organisé par Vigarani sur le Grand Canal (31 août)[10].

- 11 août : victoire indécise et sanglante de Condé à la bataille de Seneffe, près de Charleroi, sur les troupes hispano-hollando-impériales qui tentent de descendre vers les Pays-Bas du Sud[11].
- 1er septembre : les Impériaux passent le Rhin[12].
- 4 octobre :  victoire de Turenne à Entzheim, près de Strasbourg. Campagne d’Alsace de Turenne[13].
- 29 décembre : victoire de Turenne à la bataille de Mulhouse[11].
- 27 septembre : le roi se réserve le monopole de la vente du tabac[14].

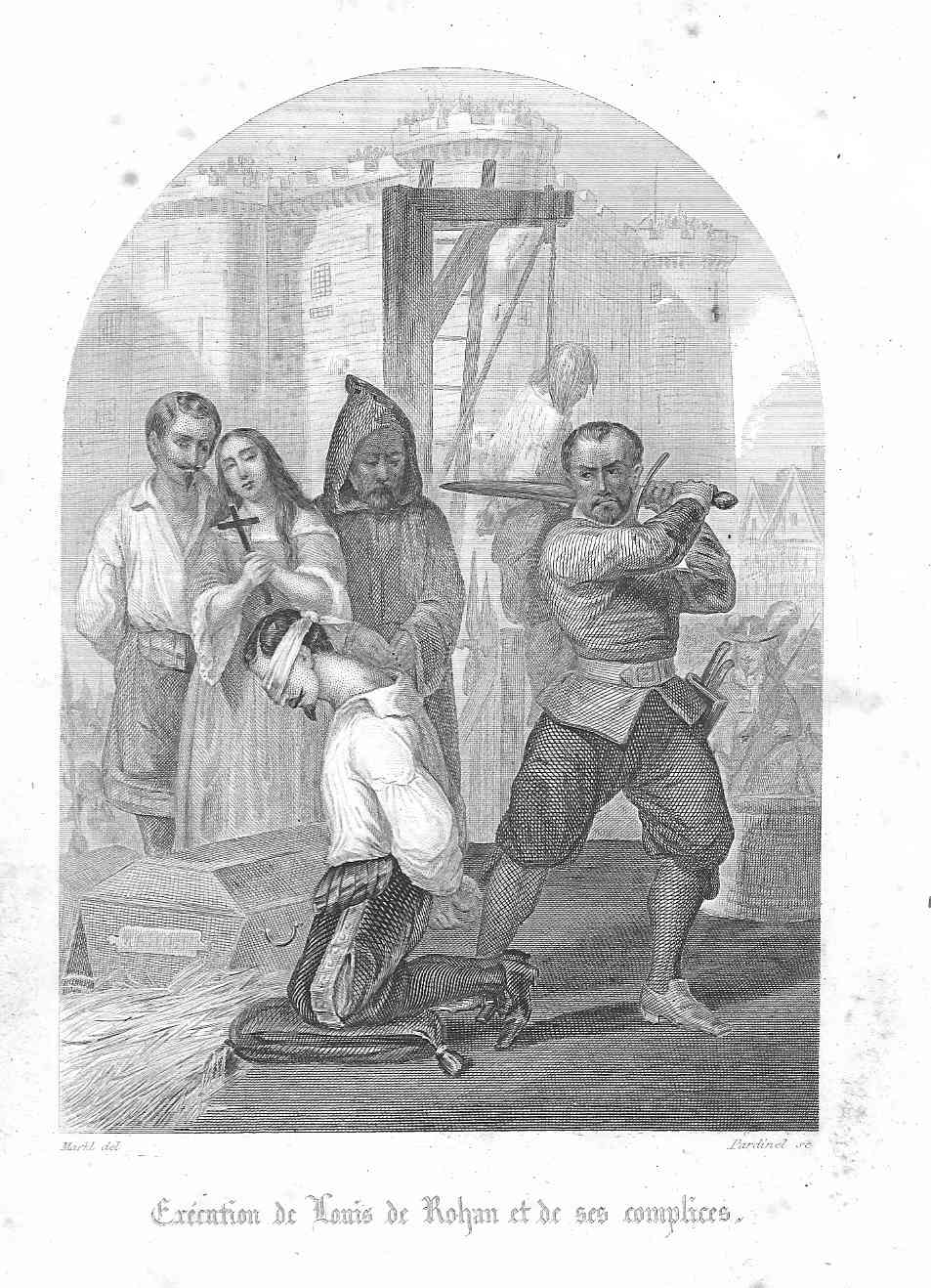
27 novembre : exécution de Louis de Rohan

- 27 novembre : exécution du Chevalier de Rohan et des autres membres du complot de Latréaumont pour crime de lèse-majesté[15].
- 15 novembre : crue d’automne du Rhône et inondations catastrophiques à Avignon[16].
- 31 décembre : suppression de la Compagnie française des Indes occidentales ; l’Amérique française est rattachée au domaine royal[17]. Les Antilles sont désormais administrées comme une province du royaume, avec gouverneur, intendant et Conseil souverain, rattachée au Secrétariat d’État à la Marine[18].